# Bergskär (vid Kopparnäs, Ingå)
Bergskär är en ö i Finland. Den ligger i Finska viken och i kommunen Ingå i den ekonomiska regionen  Raseborg i landskapet Nyland, i den södra delen av landet. Ön ligger omkring 40 kilometer väster om Helsingfors.
Öns area är 5,7 hektar och dess största längd är 300 meter i nord-sydlig riktning. Ön höjer sig omkring 20 meter över havsytan.